# Heino Maulshagen
Heino Maulshagen (* 7. Dezember 1949; † 4. Oktober 2014 in Remscheid) war ein deutscher Fußballspieler. Er war Mittelfeldspieler.
Heino Maulshagen spielte beim VfB Remscheid, als er am 23. Mai 1973 ein Länderspiel in der Amateur-Nationalmannschaft absolvierte; gegen Österreichs Amateurauswahl wurde er in St. Pölten für Dieter Müller eingewechselt. Er bestritt in der Saison 1974/75 14 Spiele für Schwarz-Weiß Essen in der 2. Bundesliga Nord. Ein Tor gelang ihm dabei nicht. Am Saisonende war SW Essen Tabellenzwölfter. Maulshagen kehrte zum VfB Remscheid zurück und spielte später noch für den Lokalrivalen BV 08 Lüttringhausen.